# Агасян, Перч Карлович
Перч Карлович Агасян (1908 с. Чорлу, Турция — 14 февраля 1997, Москва, Россия) — советский и российский электрохимик, педагог, доктор химических наук, профессор кафедры аналитической химии химического факультета Московского государственного университета им. М. В. Ломоносова.

## Биография
Агасян Перч Карлович родился в 1908 году в с. Чорлу на Балканах (Турция). Отец, Агасян Карл, с 17 летнего возраста работал по найму вначале в качестве счетовода, а затем бухгалтером до конца своей жизни. Мать Агасян Е. А. домохозяйка. Отец умер в 1939 году в Афинах (Греция). Мать репатриировалась в 1946 году в Советскую Армению.

Среднее образование Перч Карлович получил в г. Смирна (Турция) в армянской средней школе, откуда в 1922 году его семья была эвакуирована в г. Афины ввиду оккупации города турецкой армией. В г. Афины посещал немецкую среднюю школу и высшие курсы французского языка до 1925 года. Не имея более экономические возможность продолжать учёбу и получить высшее образование по прямой просьбе отца, одного из основателей общества помощи северной Армении, ему было разрешено НКП Армении приезд в СССР для поступления в государственный университет Армении. Окончил его в 1929 году.
Свой путь ученого П. К. Агасян начал в 1930 г. в аналитической лаборатории Армводхоза. С 1932 г. он занимал пост заместителя заведующего сектором почвоведения и агрохимии зональной станции виноградарства и виноделия ВАСХНИЛ.Там онразработал методики анализа ряда биологических объектов. В 1935 году Перч Карлович поступил по конкурсу в аспирантуру при геолого-почвенном факультете МГУ по специальности химия почв. Диссертацию выполнил под руководством профессора доктора Троицкого Е. Л. на тему окислительно-восстановительный потенциал почвы. Защитил диссертацию в 1940 году. На основании защиты была присуждена степень кандидата геолого-минералогических наук. В 1940 году вел как нештатный сотрудник спецкурс физико-химические методы исследования почвы на геолого-почвенном факультете. В том же году поступил в качестве ассистента при кафедре аналитической химии на химический факультет МГУ. 

В начале Великой Отечественной войны пошёл с другими товарищами по работе в ополчение, однако, был возвращен для выполнения госзаданий. Был эвакуирован в город Ашхабад, затем в город Свердловск и в 1943 году реэвакуирован со всем штатом университета в Москву. С 1943 году исполнял обязанности доцента, а с 1945 года по конкурсу был избран ученым советом факультета и университета доцентом по кафедре аналитической химии. На кафедре продолжал работать доцентом до 1953 года. Затем был переведен старшим научным сотрудником той же кафедры. На кафедре аналитической химии вел практические занятия по качественному и количественному анализам. Читал лекции по этим предметам для студентов смежных факультетов. Работая на химическом факультете, он активно развивалразличные направления электроаналитической химии в том числе потенциометрию, вольтамперометрию и кулонометрию. В 1969 году защитил докторскую диссертацию по кулонометрии и полученил степень доктора химических наук. В 1970 году Перч Карлович организовал и возглавил первую в СССР специализированную лабораторию электрохимических методов анализа. В 1991 году прекратил работу на химическом факультете МГУ. Умер 14 февраля 1997 года в Москве.

## Научные исследования
Область научных интересов: методика анализа ряда биологических объектов. Работал в таких направлениях электроаналитической химии, как потенциометрия, вольтамперометрия и кулонометрия. Проводил исследования новых титрантов и активных генераторных электродов, дифференциальной и субстехиометрическойкулонометрии. 

Первые публикации, связанные с изучением химического состава почв, Перч Карлович написал в 1934-35 годах, ещё до поступления в аспирантуру. После защиты кандидатской диссертации, работая доцентом на кафедре аналитической химии химического факультета МГУ, Перч Карлович опубликовал ряд статей по определению свинца в различных объектах, в частности, несколько статей посвящены определению тетраэтил свинца в бензине.
 В Московском университете он начал активно изучать новые для того времени электрохимические методы анализа. Применяя эти методы, Перч Карлович начал разрабатывать новые методики определения различных переходных элементов, в присутствии других переходных элементов.Значительное внимание Перч Карлович в своих работах уделил определению ионов металлов платиновой группы и ионов металлоидов, в частности теллура и селена, а также урана.

Также на протяжении всей своей научной карьеры Перч Карлович написал около 30 критико-библиографических статей на книги зарубежных и советских авторов, посвященные аналитической химии.
Подготовил 25 кандидатов и 5 Докторов наук. Автор более 300 научных работ.

## Педагогическая деятельность
П. К. Агасян проводил лабораторные занятия со студентами Химического факультета по курсам «Аналитическая химия» (2 год обучения), «Физико-химические методы анализа» (4 год обучения), а также со студентами по специальности аналитической химии «Потенциометрические и кулонометрические методы анализа» (4-5 годы обучения). Вел лабораторные занятия по курсу «Силикатный анализ» со студентами 3 года обучения Геологического факультета по специальности Геохимия. Читал лекции по спецкурсу «Потенциометрические и кулонометрические методы анализа», «Физико-химические методы анализа» и «Силикатный анализ» для студентов соответствующих курсов и факультетов.

## Научно-организационная деятельность
Был членом Научного совета по аналитической химии и электрохимии АН СССР, членом редакционных коллегий «Журнала аналитической химии» и «Заводская лаборатория», членом Центрального правления секции аналитической химии ВХО им. Д. И. Менделеева.

## Семья
Сын Агасян Эдвин Перчевич (1940 год).

## Почести и награды
- 1946 — Медаль за доблестный труд в Великой Отечественной войне 1941—1945 гг.
- 1946 — Медаль в память 800-летия Москвы